# ایستگاه راه‌آهن توندی
ایستگاه راه‌آهن توندی (استونیایی: Tondi raudteepeatus) سومین ایستگاه راه‌آهن در شهر تالین، استونی است.
این ایستگاه که در سال ۱۹۳۳ تأسیس شده دارای دو سکو به طول ۱۶۷ متر است.

## نگارخانه

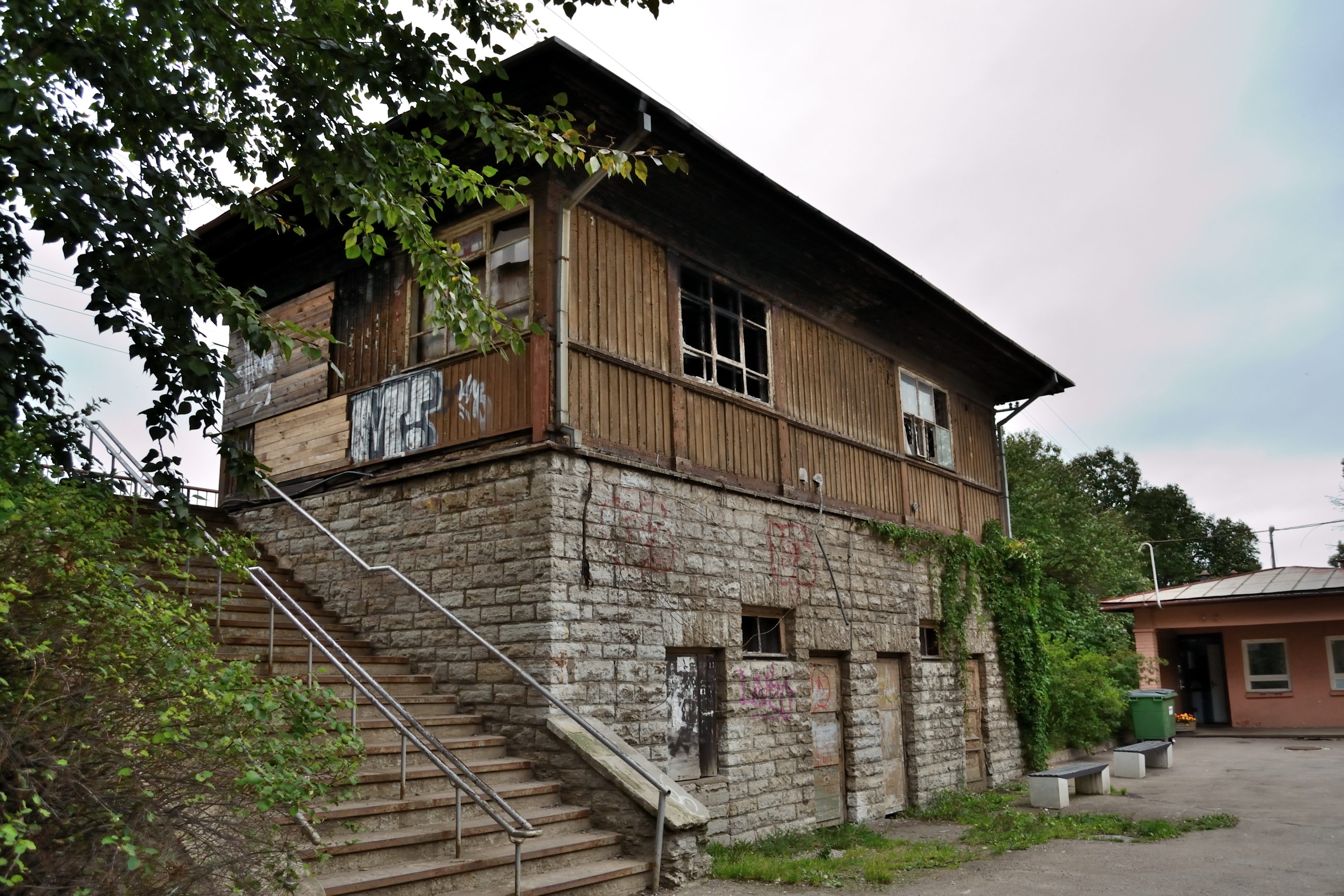
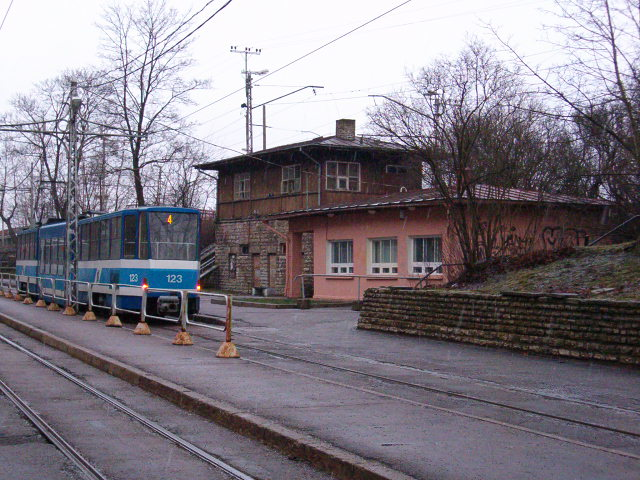
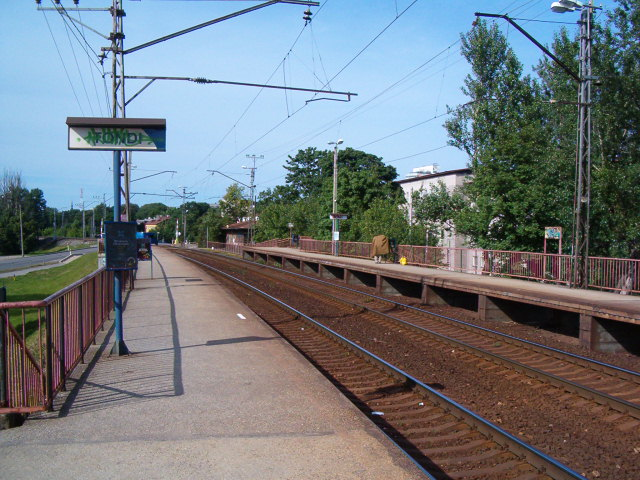
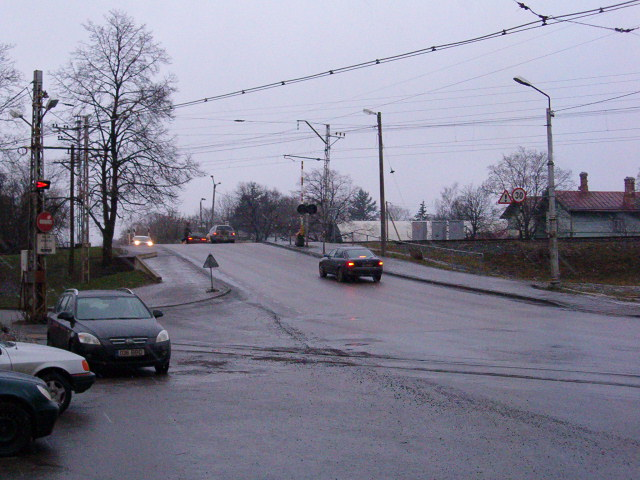